# Neil Webb
Pour les articles homonymes, voir Webb.
Neil John Webb, né le 30 juillet 1963 à Reading (Royaume-Uni), est un footballeur anglais, qui évoluait au poste de milieu de terrain au Manchester United Football Club et en équipe d'Angleterre.
Webb a marqué quatre buts lors de ses vingt-six sélections avec l'équipe d'Angleterre entre 1987 et 1992. Il participe à l'Euro 1988, à la Coupe du monde 1990 puis à l'Euro 1992.

## Carrière
- 1980-1982 : Reading Football Club
- 1982-1985 : Portsmouth Football Club
- 1985-1989 : Nottingham Forest
- 1989-1992 : Manchester United
- 1992-1994 : Nottingham Forest
- 1994 : Swindon Town
- 1994-1996 : Nottingham Forest
- 1996 : Grimsby Town
- 1996-1997 : Aldershot Town  [1]

## Palmarès

### En club
- Vainqueur de la Supercoupe d'Europe en 1991 avec Manchester United
- Vainqueur de la Coupe d'Europe des Vainqueurs de Coupe en 1991 avec Manchester United
- Champion d'Angleterre en 1993 avec Manchester United
- Vainqueur de la Coupe d'Angleterre de football en 1990 avec Manchester United
- Vainqueur de la Coupe de la Ligue en 1989 avec Nottingham Forest et en 1992 avec Manchester United
- Vainqueur du Charity Shield en 1990 avec Manchester United

### EnÉquipe d'Angleterre
- 26 sélections et 4 buts entre 1987 et 1992
- Participation à la Coupe du Monde en 1990 (4e)
- Participation au Championnat d'Europe des Nations en 1988 (Premier Tour) et en 1992 (Premier Tour)